# Molophilus (Molophilus) crassipygus
Molophilus (Molophilus) crassipygus is een tweevleugelige uit de familie steltmuggen (Limoniidae). De soort komt voor in het Palearctisch gebied.